# CTT Macau

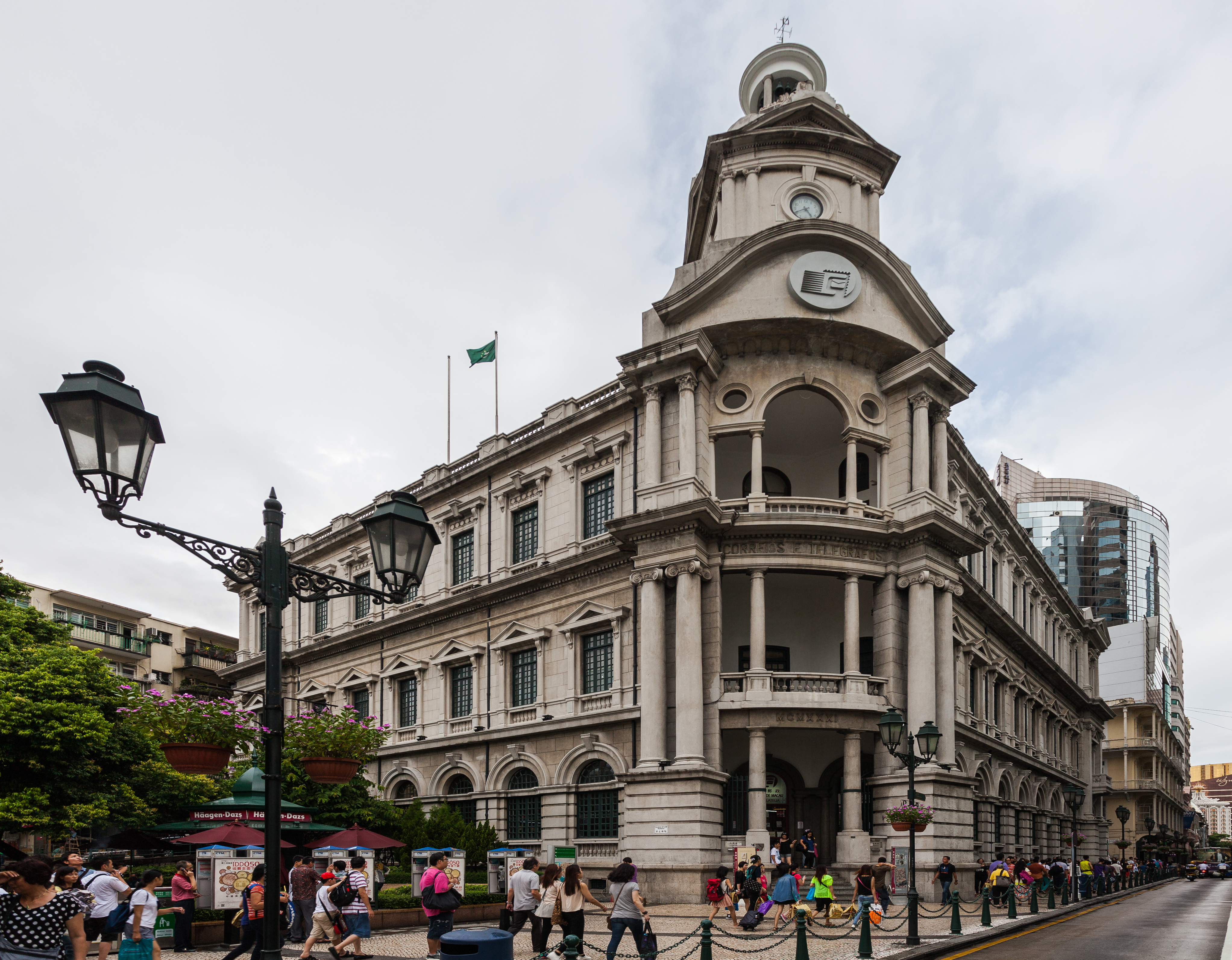
Edifício da Sede dos Correios de Macau

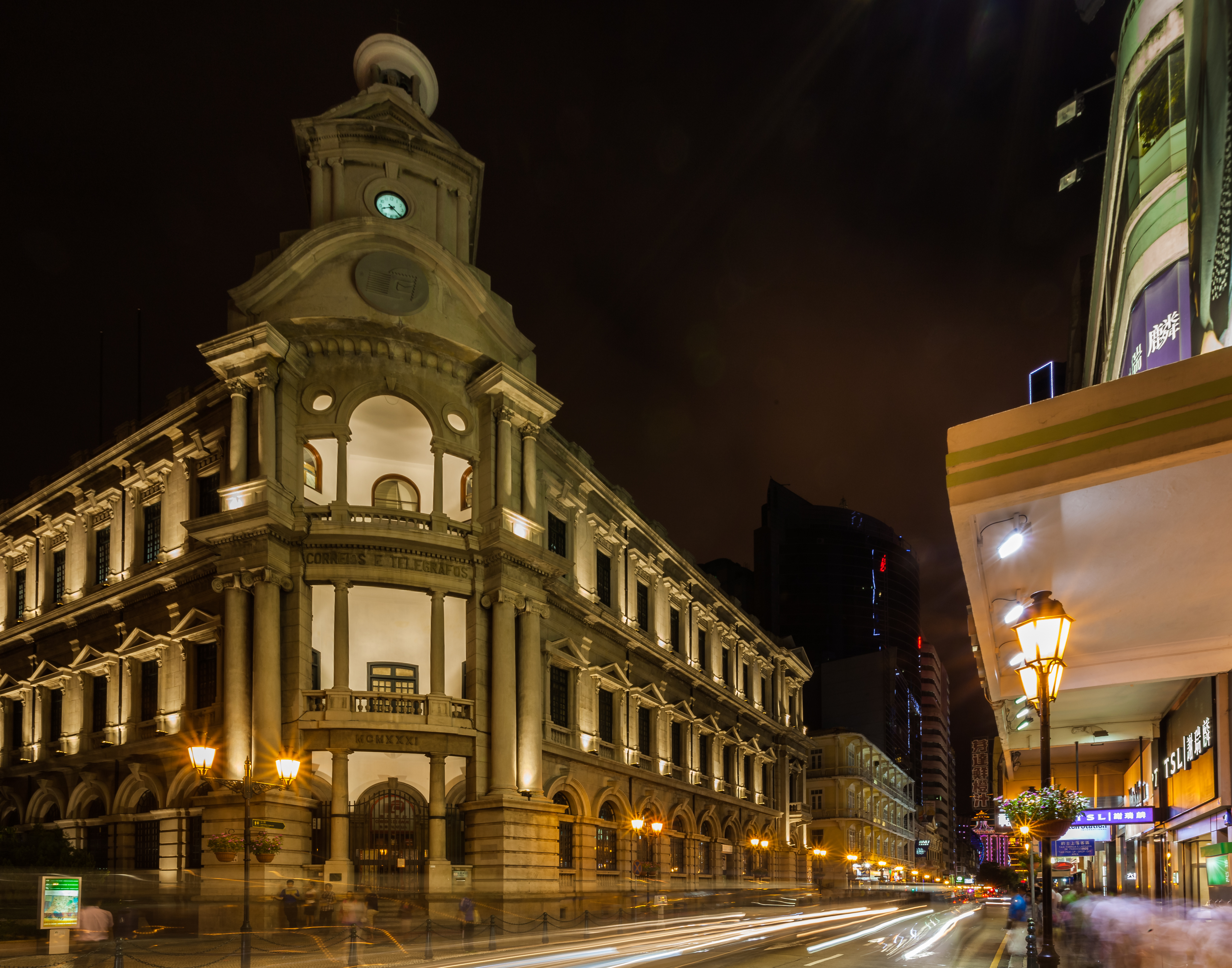
À noite

A Direcção dos Serviços de Correios e Telecomunicações de Macau (CTT) do Governo da Região Administrativa Especial de Macau é responsável pelos serviços postais e pela regulação do sector de telecomunicações do território.
O conhecido acrónimo CTT vem do nome português Correios, Telefones e Telégrafos.
A sede dos CTT está localizada no Largo do Senado, Macau, e também serve como estação postal.

## História
Membro da União Postal Universal (UPU) desde 1878, os Correios de Macau foram oficialmente estabelecidos no dia 1 de Março de 1884, com a entrada em vigor das “Instruções provisórias para o Serviço de Correio de Macau”. Nesse mesmo dia entrou em circulação o primeiro selo de Macau, comummente designado “Coroa”. Desde essa data foram-lhe sendo atribuídas diversas funções. Para além dos Serviços Postais e da Caixa Económica e Postal, criada em 1917, assumiu a função de Operador dos Serviços de Telecomunicações (1927 – 1981), Prestador dos Serviços de Radiodifusão Sonora (1933 – 1973), Supervisor dos Serviços das Indústrias Eléctricas (1928 – 1985) e de Regulador dos Serviços de Telecomunicações e de Gestão do Espectro Radioeléctrico (1981 – 2000), atribuições que passaram a ser da responsabilidade de outras entidades ou Serviços Públicos. Em 2006, os Correios de Macau criaram os serviços de Certificação Electrónica eSignTrust e abriram o Museu das Comunicações. Em 1 de Janeiro de 2017 assumiram as atribuições e competências da Direcção dos Serviços de Regulação das Telecomunicações, passando a designar-se Direcção dos Serviços de Correios e Telecomunicações (CTT).
Os CTT, dotados de personalidade jurídica e com autonomia administrativa, financeira e patrimonial, têm por finalidade a prestação do serviço público de correios e de regulação, fiscalização, promoção e coordenação de todas as actividades relacionadas com o sector de telecomunicações na Região Administrativa Especial de Macau, assumindo ainda a função de instituição de crédito.

## Serviços
- Serviços postais (1884-actualidade)
- Caixa Económica Postal (1917-actualidade)
- Operador de telecomunicações (1927-1981)
- Regulador do espectro de telecomunicações e de rádio (1982-2000)
- Emissor de rádio (1933-1973)
- Supervisão dos serviços electricos (1928-1985)
- eSignTrust - Serviços de Certificação Digital (2006-actualidade)
- Museu das Comunicações (2006-actualidade)
- Serviços Electrónicos Postais Seguros (SEPS) (2008-actualidade)
- Regulador da área de Telecomunicações (2017 – actualidade)

## Edifício Sede
Os Correios de Macau, desde o seu estabelecimento, no dia 1 de Março de 1884, até à construção do Edifício Sede no Largo do Senado, estiveram instalados em diferentes locais que não davam resposta em termos de funcionalidade.
Em 1914, o Governador interino de Macau nomeou uma Comissão para proceder à escolha de um local para a construção de raiz de um novo edifício para a Repartição dos Correios, tendo o Largo do Senado sido seleccionado pela sua centralidade.
Foram vários os projectos de arquitectura concebidos para edificação. Destes, destacam-se na história do edifício o do Arquitecto Carlos Rebelo de Andrade e o do Desenhador José Chan Kwan Pui, natural de Macau, que, baseado no primeiro, deu forma ao edifício que hoje conhecemos.
O novo edifício dos Correios, Telégrafos e Telefones abriu portas ao público em 1931. O edifício, recuado relativamente ao alinhamento dos outros edifícios do Largo do Senado, integrado numa estética e arquitectura neoclássica que proliferou em Macau no Séc. XIX e início do Séc. XX, é considerado um exemplar tardio da arquitectura eclética de Macau.
Em 1992 foi classificado como de interesse arquitectónico, por se tratar de um imóvel representativo de um período marcante da evolução da cidade.
Em 2005, o Largo do Senado onde se integra foi classificado pela UNESCO como Património da Humanidade.

## Estações Postais
Os CTT de Macau operam, para além da Estação Postal Central, 15 Estações Postais, uma Loja de Filatelia, uma Loja no Museu das Comunicações e dois Quiosques com atendimento personalizado.

## Marcos Postais
Em 26 de Agosto de 1910, foram instalados em Macau os primeiros marcos de correio, nos seguintes locais: Rua da Penha, Rua da Praia do Manduco, Largo do Pagode, Rua dos Algibebes, Largo de Camões e Rua do Campo.
Estes marcos, vermelhos e de forma cilíndrica, tinham pintada a coroa real portuguesa a encimar o escudo. Após a Implantação da República em Portugal (Outubro de 1910), a coroa foi limada e pintada.
A partir de 1997 os novos modelos de marcos de correio, em fibra de vidro e com forma de pagode, foram sendo instalados nas ruas de Macau, substituindo os velhos marcos de ferro.
Actualmente, existem 60 Marcos Postais espalhados por Macau, Ilhas da Taipa e Coloane.

## Filatelia
Os selos de Macau têm grande acolhimento no mundo filatélico devido, por um lado, à diversificação dos temas que incidem principalmente na cultura chinesa e de Macau, e, por outro, à existência de excelentes criativos locais, emprestando, cada um por si, um estilo próprio ao design das diferentes emissões.
Os selos de Macau, com a designação Macau-China, têm obtido prestigiados prémios internacionais.
Através de agentes no exterior, espalhados pela Ásia, Europa, América do Norte, América Latina e Austrália, os CTT divulgam os selos no mercado internacional e fornecem meios de aquisição de produtos filatélicos de Macau aos coleccionadores. No mesmo sentido, participam em numerosas exposições filatélicas internacionais, dando aos coleccionadores de todo o mundo a oportunidade de apreciarem os selos desta pequena cidade multicultural.

## Contactos
Edifício Sede dos CTT
Largo do Senado, Macau
Tel: (853) 2857 4491
Fax: (853) 2833 6603
Email: cttgeral@ctt.gov.mo
Website: http://www.ctt.gov.mo